# Pike Bidea
Die Pike Bidea ist eine 1,4 Kilometer lange Bergstraße, die von Sondica auf den Artxanda (251 m) führt. Sie liegt im Westen der baskischen Stadt Bilbao. Über den Straßenradsport gelangte die Straße zu größerer Bekanntheit. Unter anderem war sie der Schlussanstieg der 1. Etappe der Tour de France 2023.

## Lage und Streckenführung
Die Pike Bidea führt auf den Gipfel des Artxanda (251 m), der ein Teil des Monte Ganguren ist. Dieser trennt das Valle de Asúa im Norden von dem Valle de Nervión im Süden und ist ein Teil des Kantabrischen Gebirges.
Der Anstieg beginnt im Stadtteil La Ola und führt zunächst bei relativ moderater Steigung in Richtung Süden. Nachdem die N-637 überquert wurde, beginnt die Straße stärker anzusteigen und weist auf dem anschließenden Kilometer eine Durchschnittssteigung von 12,6 % auf. Dabei führt die gut ausgebaute Straße über zwei langgezogene Kurven durch dicht bewaldetes Gebiet. Nach maximalen Steigungsprozenten von bis zu 20 % mündet die Pike Bidea nach rund eineinhalb Kilometern auf ihrem höchsten Punkt (212 m) in die BI-3741, die über den Gipfel des Artxanda führt.

## Radsport
Im Straßenradsport kam die Pike Bidea durch das Eintagesrennen Circuito de Getxo zu größerer Bekanntheit. Seit dem Jahr 2020 stellt sie den Schlussanstieg des baskischen Rennens dar und sorgte so immer wieder für Vorentscheidungen.

### Tour de France
Bei der Tour de France 2023 stellte die Pike Bidea unter dem Namen Côte de Pike den Schlussanstieg der 1. Etappe dar. Die Organisatoren gaben den Anstieg mit einer durchschnittlichen Steigung von 9 % auf einer Distanz von zwei Kilometern an. Auf dem höchsten Punkt wurde eine Bergwertung abgenommen, ehe nach 10 Kilometern das Ziel der Etappe in Bilbao erreicht wurde. Der Anstieg führte zu einer Selektion des Fahrerfeldes und sorgte für Zeitabstände zwischen den Gesamtklassement-Fahrern. Mit Tadej Pogačar führte der Tour-de-France-Sieger der Jahre 2020 und 2021 über sie Kuppe.
| Jahr | Etappe    | Bergwertung  | Fahrer        |
| ---- | --------- | ------------ | ------------- |
| 2023 | 1. Etappe | 3. Kategorie | Tadej Pogačar |

### Vuelta a España
Drei Jahre nach der Tour de France soll auch die Vuelta a España im Jahr 2025 erstmals über die sogenannte Alto de Pike führen. Auf einem hügligen Abschnitt mit Start und Ziel in Bilbao stellt sie als Anstieg der 3. Kategorie den Schlussanstieg der 11. Etappe dar, ehe die letzten 7,4 Kilometer großteils bergab zum Ziel führen.
| Jahr | Etappe     | Bergwertung  | Fahrer |
| ---- | ---------- | ------------ | ------ |
| 2025 | 11. Etappe | 3. Kategorie |        |